# Asparagus inderiensis
Asparagus inderiensis là một loài thực vật có hoa trong họ Măng tây. Loài này được Blume ex Ledeb. mô tả khoa học đầu tiên năm 1830.